# Jane Kambalame
Jane Ngineriwa Kambalame là Cao ủy hiện tại của Malawi tại Zimbabwe và Botswana. Trước khi nhận chức này, cô từng làm việc tại Bộ Ngoại giao ở Malawi và và lãnh sự quán Malawi tại Hoa Kỳ.

## Sự nghiệp
Kambalame lấy bằng cử nhân Quản trị công tại Đại học Malawi. Cô có bằng thạc sĩ về Chính sách và Ngoại giao Quốc tế tại Đại học Staffordshire tại Stoke-on-Trent. Sau đó, cô tham gia dịch vụ nước ngoài của Malawi với tư cách là một nhân viên dịch vụ nước ngoài. Năm 2004, cô làm nhà ngoại giao tại Hoa Kỳ. Năm 2013, bà đã thay thế Tiến sĩ Richard Phoya làm Cao ủy tại Zimbabwe và Botswana.

## Từ thiện
Cô là một người ủng hộ mạnh mẽ các tổ chức phi chính phủ làm việc với phụ nữ và trẻ em ở Malawi. ở Hoa Kỳ, cô là thành viên hội đồng quản trị của Hiệp hội Washington Malawi.

## Vụ buôn người
Vào năm 2016, Kambalame bị kết tội buôn người sau khi đưa một người giúp việc đến từ Malawi, tên là Fainess Lipenga, giam cầm cô trong ba năm dưới tầng hầm nhà. Kambalame bắt buộc Lipenga phải làm việc từ 5 giờ sáng đến 11 giờ tối với giá 100-180 đô la mỗi tháng.